# DKZ1型电动车组
DKZ1型电动车组是北京地铁的电动车组车款之一，现在已经退出运营。

## 简介
DKZ1型共1组3辆，为3编组(DKZ1型电动车组由DK13、DK14、DK15组成)，是在吸收了M型电动车组技术的基础上仿制设计的:57，每节车厢共4对车门，为内藏门，列车两端拥有紧急出口。驾驶室内的主干控制器为手柄式，为牵引4段+制动7段。由于对引进技术没能完全消化吸收，DKZ1的斩波器在试验期间发生了4次损坏，经电气系统全面整修后，DKZ1最终通过了五万公里运行考核。但由于对技术引进的经验的缺乏，且相关技术、电器组件和资金不足，最后对M型车的仿制工作中断了。
列车最初在北京地铁2号线运行。位于北京地铁2号线的则在2002年9月28日开始在13号线运营（编号H302）。不过此列车很少上线运营，在DKZ5型和DKZ6型陆续到齐后，列车退出了运营，存放于回龙观车辆段中用于脱轨复位演练。

## 來源
1. ↑  长春客车厂厂史编审委员会. . 吉林人民出版社. 1997. ISBN 7-206-02756-3.
2. ↑  蒋克选. : 10.
3. ↑  马沂文. . 铁道车辆. 2001年8月, 39 (8): 18–21.
4. ↑  . 中国中车. 2015-06-04  [2022-08-30]. （原始内容存档于2015-08-08）.